# (13053) Bertrandrussell
(13053) Bertrandrussell est un astéroïde de la ceinture principale.

## Description
(13053) Bertrandrussell est un astéroïde de la ceinture principale. Il fut découvert par Eric Walter Elst le 22 septembre 1990 à l'ESO. Il présente une orbite caractérisée par un demi-grand axe de 2,59 UA, une excentricité de 0,293 et une inclinaison de 5,43° par rapport à l'écliptique.
Il fut nommé en hommage au philosophe et mathématicien britannique Bertrand Russell (1872-1970).

## Compléments